# AHL 1959/60
Die Saison 1959/60 war die 24. reguläre Saison der American Hockey League (AHL). Während der regulären Saison bestritten die sieben Teams der Liga jeweils 72 Spiele. Die vier besten Mannschaften der AHL spielten anschließend in einer Play-off-Runde um den Calder Cup.

## Teamänderungen
Folgende Änderungen wurden vor Beginn der Saison vorgenommen:
- Die As de Québec aus der aufgelösten Quebec Hockey League wurden als Expansionsteam in die Liga aufgenommen

## Reguläre Saison

### Abschlusstabellen
Abkürzungen: GP = Spiele, W = Siege, L = Niederlagen, T = Unentschieden, OTL = Niederlage nach Overtime, GF = Erzielte Tore, GA = Gegentore, Pts = Punkte

Erläuterungen: In Klammern befindet sich die Platzierung innerhalb der Conference;       = Playoff-Qualifikation,       = Division-Sieger,       = Conference-Sieger

#### Reguläre Saison
|                     | GP | W  | L  | T | GF  | GA  | Pts |
| ------------------- | -- | -- | -- | - | --- | --- | --- |
| Springfield Indians | 72 | 43 | 23 | 6 | 280 | 219 | 92  |
| Rochester Americans | 72 | 40 | 27 | 5 | 251 | 211 | 85  |
| Providence Reds     | 72 | 38 | 32 | 2 | 251 | 237 | 78  |
| Cleveland Barons    | 72 | 34 | 30 | 8 | 267 | 229 | 76  |
| Buffalo Bisons      | 72 | 33 | 35 | 4 | 251 | 271 | 70  |
| Hershey Bears       | 72 | 28 | 37 | 7 | 226 | 238 | 63  |
| As de Québec        | 72 | 19 | 51 | 2 | 178 | 333 | 40  |

### Beste Scorer
Abkürzungen: GP = Spiele, G = Tore, A = Assists, Pts = Punkte, +/- = Plus/Minus, PIM = Strafminuten; Fett: Saisonbestwert
| Spieler         | Team                | GP | G  | A  | Pts | PIM |
| --------------- | ------------------- | -- | -- | -- | --- | --- |
| Fred Glover     | Cleveland Barons    | 72 | 38 | 69 | 107 | 143 |
| Bill Sweeney    | Springfield Indians | 67 | 37 | 59 | 96  | 14  |
| Floyd Smith     | Springfield Indians | 71 | 31 | 51 | 82  | 26  |
| Stan Baluik     | Providence Reds     | 65 | 23 | 57 | 80  | 60  |
| Willie Marshall | Hershey Bears       | 72 | 38 | 40 | 78  | 99  |
| Larry Wilson    | Buffalo Bisons      | 64 | 33 | 45 | 78  | 18  |
| Dick Gamble     | Buffalo Bisons      | 72 | 27 | 50 | 77  | 22  |
| Stan Smrke      | Rochester Americans | 67 | 40 | 36 | 76  | 18  |
| Bruce Cline     | Springfield Indians | 70 | 25 | 50 | 75  | 9   |
| Bob Nevin       | Rochester Americans | 71 | 32 | 42 | 74  | 10  |

## Calder-Cup-Playoffs

### Modus
Für die Play-offs qualifizierten sich die vier besten Mannschaften der American Hockey League. Im Halbfinale und Finale spielten diesen den Calder-Cup-Gewinner aus. Sowohl das Halbfinale, als auch das Finale wurden im Modus Best-of-Seven ausgetragen.

### Play-off-Übersicht
|  | Halbfinale | Halbfinale          | Halbfinale |  |  | Finale | Finale              | Finale |
|  |            |                     |            |  |  |        |                     |        |
|  |            |                     |            |  |  |        |                     |        |
|  | 1          | Springfield Indians | 4          |  |  |        |                     |        |
|  | 3          | Providence Reds     | 1          |  |  |        |                     |        |
|  |            |                     |            |  |  | 1      | Springfield Indians | 4      |
|  |            |                     |            |  |  | 2      | Rochester Americans | 1      |
|  | 2          | Rochester Americans | 4          |  |  |        |                     |        |
|  | 4          | Cleveland Barons    | 3          |  |  |        |                     |        |
|  |            |                     |            |  |  |        |                     |        |

### Calder-Cup-Sieger
| Calder-Cup-Sieger Springfield Indians | Torhüter: Marcel Paille Verteidiger: Don Cherry, Ian Cushenan, Kent Douglas, Ted Harris, Noel Price Angreifer: Jim Anderson, Jim Bartlett, Bruce Cline, Gerry Foley, Brian Kilrea, Parker MacDonald, Bob McCord, Billy McCreary, Dennis Olson, Harry Pidhirny, Floyd Smith, Bill Sweeney Cheftrainer: Pat Egan General Manager: Jack Butterfield |

## Vergebene Trophäen

### Mannschaftstrophäen
| Auszeichnung                                              | Team                |
| --------------------------------------------------------- | ------------------- |
| Calder Cup Gewinner der AHL-Playoffs                      | Springfield Indians |
| F. G. „Teddy“ Oke Trophy Bestes Team der regulären Saison | Springfield Indians |

### Individuelle Trophäen
| Auszeichnung                                                                  | Spieler       | Team                |
| ----------------------------------------------------------------------------- | ------------- | ------------------- |
| Les Cunningham Award MVP der regulären Saison                                 | Fred Glover   | Cleveland Barons    |
| John B. Sollenberger Trophy Bester Scorer                                     | Fred Glover   | Cleveland Barons    |
| Dudley „Red“ Garrett Memorial Award Bester Rookie                             | Stan Baluik   | Providence Reds     |
| Eddie Shore Award Bester Verteidiger                                          | Larry Hillman | Providence Reds     |
| Harry „Hap“ Holmes Memorial Award Torhüter mit dem geringsten Gegentorschnitt | Ed Chadwick   | Rochester Americans |